# Hryhoriy Hrynko
 (juillet 2023).
Si vous disposez d'ouvrages ou d'articles de référence ou si vous connaissez des sites web de qualité traitant du thème abordé ici, merci de compléter l'article en donnant les références utiles à sa vérifiabilité et en les liant à la section « Notes et références ».
Grigori  Fedorovytch Grinko (en ukrainien : Григорій Федорович Гринько, Hryn’ko ; en russe : Григорий Фёдорович Гринько, Grigoriy Fiodorovitch Grinko), né le 18 novembre 1890 à Chtepivka et mort le 15 mars 1938 à Kommounarka, est un homme politique ukrainien puis soviétique.

## Biographie
Maire de Kiev, puis commissaire du peuple aux finances (ministre des Finances), il fut une victime du procès de Moscou durant les Grandes Purges. Il meurt fusillé.
Hugh Thomas écrit qu'il fut « liquidé », car au courant d'une très important livraison d'or de l'Espagne à l'URSS.